# يوحنا غرانت
يوحنا غرانت (بالإنجليزية: John Grant)‏ (9 أغسطس 1981 بمانشستر في المملكة المتحدة - ) هو لاعب كرة قدم بريطاني في مركز الهجوم. شارك مع منتخب إنجلترا لكرة القدم C ‏. أما مع النوادي، فقد لعب مع أكسفورد يونايتد وشروزبري تاون وماكليسفيلد تاون ونادي كرو ألكساندرا ونادي هاليفاكس تاون ونورثويتش فيكتوريا ونادي بارو ونادي هيرفورد ونادي تلفورد يونايتد ونادي ألدرشوت تاون وإف سي هاليفاكس تاون وDroylsden F.C. ‏.

## وصلات خارجية
- يوحنا غرانت على موقع قاعدة بيانات كرة القدم.إي يو (الإنجليزية)
- يوحنا غرانت على موقع Soccerbase.com (لاعب) (الإنجليزية)